# Monster Musume no Oisha-san
Monster Musume no Oisha-san (モンスター娘のお医者さん Monsutā Musume no Oisha-san?), también conocido como Monster Girl Doctor, es una serie japonesa de novelas ligeras escrita por Yoshino Origuchi e ilustrada por Z-Ton.  Shūeisha publicó diez volúmenes de la serie bajo su sello Dash X Bunko desde el 24 de junio de 2016 hasta el 25 de marzo de 2022. Seven Seas Entertainment licenció la serie de novelas ligeras en inglés para Norteamérica. Una adaptación manga de Tetsumaki Tomasu comenzó su serialización en la revista Comic Ryū Web de Tokuma Shoten el 26 de febrero de 2018 y hasta el momento ha sido compilada en dos volúmenes tankōbon. Una segunda adaptación de manga titulada Monster Musume no Oisha-san 0 con ilustraciones de Mitsuhiro Kimura, comenzó su serialización en Suiyōbi wa Mattari Dash X Comic de Shūeisha el 26 de julio de 2020. El 14 de noviembre de 2019, Bandai Namco Arts anunció una adaptación de la serie al anime. La serie es producida por Arvo Animation y se emitió del 12 de julio al 27 de septiembre de 2020. La serie es licenciada por Crunchyroll.

## Sinopsis
Hace mucho tiempo, humanos y monstruos estuvieron en guerra durante 100 años. Cuando ambos bandos estuvieron muy exhaustos para continuar, la guerra terminó. Humanos y monstruos empezaron a interactuar de nuevo. En el pueblo de Lindworm donde monstruos y humanos coexisten, el Dr. Glenn está a cargo de una clínica para chicas monstruo con su enfermera, una lamia llamada Sapphee. Recibir una propuesta de matrimonio por parte de una centauro herida en batalla, palpar suavemente la herida de una sirena, o suturar las delicadas heridas de una golem son cosas cotidianas en su trabajo.

## Personajes

### Personal de la clínica
Glenn Litbeit (グレン・リトバイト Guren Ritobaito?)
 Seiyū: Shunichi Toki
El personaje principal, Glenn es un joven humano de una familia de comerciantes que se especializó en medicamentos durante la guerra. Se esfuerza por convertirse en médico de la población de monstruos de la ciudad de Lindworm. Su comportamiento tranquilo y su mente rápida le permiten tratar a todos, desde una niña arpía hasta un dragón inmortal. Esto tiende a hacer que tenga un cuadro de chicas compitiendo por su afecto, para disgusto de Saphee.
Saphentite Neikes (サーフェンティット・ネイクス Sāfentitto Neikusu?)
 Seiyū: Saori Ōnishi
Es la amiga de la infancia y asistente en la clínica de Glenn. Ella organiza la clínica y monitorea a las hadas que los ayudan. Es una rara lamia albina, por lo que tiene que usar un atuendo especial cuando sale a la luz del sol. Su familia también fueron comerciantes durante la guerra, aliándose con la familia Litbeit para ayudar a los heridos y asegurar la producción de medicamentos en ambos lados. Fue enviada a los Litbeits como rehén política donde conoció a Glenn, donde un tiempo después esta cayo enferma y Glenn cuido de ella hasta su recuperación usando los viejos libros de medicina, lo que a su vez causó que se enamorara de Glenn. Sin embargo, su familia también son asesinos conocidos y si los Litbeits los traicionaban, su familia estaba dispuesta a matar a Glenn. Cuando sus padres trabajaban en secreto durante la Guerra entre Humanos y Monstruos, ambos estudiaron en la misma escuela de medicina, destacando del resto de estudiantes. Fue en ese momento que la Doctora Cthulhy decidió que ambos abrieran su propia Clínica en la Ciudad de Lindworm, pero con la condición de "no hacer travesuras". También tiene una baja tolerancia al alcohol lo que se ve reflejado cada vez que consume una gran cantidad de este. Además de ello, cuando Glenn atiende a varios pacientes, especialmente cuando son mujeres humanas o monstruos, Saphentite siempre se pone celosa con él, por el trato que les hace a estas y que muchas veces las mismas pacientes se le insinúan o incluso coquetean con Glenn, hasta tal punto que Saphentite piensa que Glenn le está siendo infiel.

### Residentes de Lindworm
Tisalia Scythia (ティサリア・スキュテイアー Tisaria Sukyuteiā?)
 Seiyū: Sarah Emi Bridcutt
Es una chica centauro y heredera del grupo Scythia Transportation. Una luchadora de arena de alto rango, la cual estaba en una racha perdedora hasta que Glenn se dio cuenta cual era su principal problema: Sus pezuñas estaban demasiado largas y desgastadas, lo que provocaba que no corriese correctamente, por lo que Glenn se dispuso a recortarlas y colocarle unas herraduras en sus patas para solucionar este problema. Ella es muy abierta sobre su enamoramiento por Glenn y no tiene miedo de decirlo en público, sobre todo para molestar a Sapphee, a quien considera una amiga y rival romántica.
Kay Arte (ケイ・アルテ Kei Arute?)
 Seiyū: Fairouz Ai
Es una sirviente de Tisalia. Quedó huérfana en la guerra, fue tomada por el clan Scythia junto con su hermana Lorna y criada como una hija adoptiva que sirvió como mayordomo del clan. Ella se mantiene con una atmósfera digna, valiente y neutral, por lo que da la impresión de que parece ser popular entre las mujeres. No tiene un buen cuerpo como el de Tisalia, pero tiene senos amplios basados en los estándares humanos. Siempre lleva una espada. Como luchadora, está en el tercer rango, pero más tarde ascendió al cuarto rango.
Lorna Arte (ローナ・アルテ Rōna Arute?)
 Seiyū: Mao Ichimichi
Es una sirviente de Tisalia. Quedó huérfana y dañada a causa de la guerra, fue tomado junto con su hermana Kay con la familia Scythia. Tiene una personalidad tranquila y una atmósfera un tanto misteriosa. Siempre lleva un arco y una flecha. Está en cuarto rango como luchadora. Su habilidad en combate directo es inferior al de su hermana, pero tiene un buen sexto sentido y es sensible cuando la intentan asesinar.
Lulala Haine (ルララ・ハイネ Rurara Haine?)
 Seiyū: Yukiyo Fujii
Es una joven sirena de cabello color rubio miel y ojos color esmeralda que vive en la ciudad submarina de Mellow Aqueduct en la parte noroeste de Lindworm. Ella es muy pequeña con aletas de colores amarillas y negras vibrantes en su cola. Sus dedos están palmeados y tiene orejas afiladas y amarillas con punta negra. Sus branquias se encuentran a ambos lados de sus costillas. Es la hija mayor de cinco hermanos. Después de la guerra, se mudó a Lindworm con su familia, pero su padre fracasó en los negocios e hizo una nueva vida con una mujer que no encajaba con la vida en la ciudad fluvial por lo que huyó al mar, y ella se dispuso a mantener a su pobre familia como la cabeza de familia junto con su madre. Ella cantaba canciones en el acueducto para ganar monedas de cobre, y tenía más de la mitad de su día en tierra, causándole inflamación en la garganta y las branquias. Debido a esto, había fallado en cambiar su válvula de garganta y estaba a punto de ahogarse, sin embargo Glenn la rescató y la curó de su problema, pero también a raíz de eso empezó a desarrollar sentimientos por Glenn lo que en algunas ocasiones la hacen ruborizarse.
Arahnia Tarantella Araknida (アラーニャ・タランテラ・アラクニダ Arānya Tarantera Arakunida?)
 Seiyū: Yū Shimamura
Es una mujer de la tribu Aracne, cuya parte inferior de su cuerpo es el de una araña. Es diseñadora de ropa de "Ara Silk Sewing" en la sucursal de Lindworm, ya que tiene sucursales en todo el continente. Lleva atuendos extravagantes como kimonos que solo se pueden ver en el lejano Oriente humano. Habla en un idioma oficial continental con un fuerte acento en el territorio humano oriental. Su personalidad es agradable, y a menudo juega con los demás.
Memé Rudon (メメ・ルドン Meme Rudon?)
 Seiyū: Miho Okasaki
Es una chica joven de 15 años que pertenece a la tribu de los Cíclopes. Es la única mujer en el "Kyukuro Kobo" donde trabajan los artesanos Cíclopes. Tiene un complejo con su ceja izquierda, por lo que tiene la costumbre de estirar su flequillo para cubrir su ojo y siempre mirar hacia abajo. Aunque es un secreto para los alrededores, pidió ropa de lolita gótica y la usa como ropa privada. Es lo suficientemente buena como para ser notada por el dueño del taller, pero debido a su personalidad auto-masoquista y retrospectiva, incluso si se le confía el trabajo, siempre dirá algo irracional. No es buena para socializar y tiene fobia social. Anteriormente, estaba a cargo de la entrada a la clínica, por lo que esta familiarizada con Glenn y los demás.
Cthulhy Squele (クトゥリフ・スキュル Kuturifu Sukyuru?)
 Seiyū: Yukana
Es una mujer pulpo y la médico jefe del Hospital Lindworm. Cthulhy es la mentora y maestra principal de Glenn y Sapphee, y también la que les hizo comenzar la clínica para expandir su aprendizaje de la medicina y preparar a Glenn para que se hiciera cargo de ella algún día. Ella conoce a Skadi desde hace mucho tiempo, insinuando que tiene cientos de años a pesar de parecer que tiene más de 30 años. Le gusta coquetear abiertamente con Glenn, para disgusto de Sapphee y además es consiente de los celos de esta.

### Funcionarios del Parlamento Lindworm
Skadi Dragenfelt (スカディ・ドラーゲンフェルト Sukadi Dorāgenferuto?)
 Seiyū: Atsumi Tanezaki
Es una chica dragón de fuego con el poder más alto en la ciudad de Lindworm. Es la número 1 en el parlamento, controla todo el poder político, económico y el mando de Lindworm. Estuvo muy involucrada en el establecimiento del Acueducto Mellow y el Hospital Central Lindworm. Tiene casi 1000 años y ha visto el mundo de los humanos y los monstruos durante cientos de años. No podía entender por qué tanto las personas como los monstruos estaban peleando. Mientras continuaba interviniendo tanto en los humanos, como en el arbitraje de la guerra, perdió la forma de un enorme dragón y se convirtió en una figura más cercana a una humana. Tenía una enfermedad extraña en la que se formó un tumor maligno que se parecía mucho al corazón justo por encima del pecho. No podía hablar en voz alta debido a su enfermedad y a la influencia de la misma, así que pensó que su vida debería estar agotada, por lo que rechazaba toda idea de una cirugía. Su estado de salud se hizo público porque de repente se le bajó la presión arterial y cayó durante una ceremonia. Ella accedió a la cirugía porque Glenn la convenció de que debía vigilar hasta el final de la ciudad y que había muchas cosas en el mundo por las cuales debe vivir, y afortunadamente, Glenn logró curarla de su terrible enfermedad, por lo que comenzó a ser más abierta con todo Lindworm, especialmente con Glenn, a quién se refiere como "hermano mayor", para la sorpresa de Kunai, y el disgusto de Sapphee, Tisalia y Arahnia.
Kunai Zenow (苦無・ゼナウ Kunai Zenau?)
 Seiyū: Maki Kawase
Es una chica golem de carne quien sirve como escolta y guardaespaldas de Skadi. Fue creada en el lejano oriente por un médico que compiló partes de varios cadáveres, algo que se asemeja bastante al Monstruo Frankenstein. La cosió con poco o ningún cuidado de atar vasos o nervios, solo músculos y piel. Él la creó como una "golem". Ella no pertenece a criaturas mágicas ni a humanos. Debido a la falta de experiencia médica en su creación, todas las partes de su cuerpo son sensibles y atormentan sus pensamientos, lo que significa que su propio cuerpo no le pertenece a ella, sino a varias personas muertas. A veces, cuando está débil, pueden controlar sus extremidades y causarle daño.

### Harpy Village
Ily (イリィ Irii?)
 Seiyū: Sayumi Suzushiro
Es una joven arpía huérfana de 14 años de edad que nació en un barrio pobre y no tiene apellido. Sus padres son desconocidos, pero en realidad viene de un linaje de sangre de la legendaria ave Fénix. No tiene el poder de la inmortalidad debido al progreso de la mezcla de sangres, pero si hereda las ardientes alas carmesí. Sus piernas son bastante rápidas, y su técnica en combate es tan rápida que llega rasgar a Tisalia.
Dione Nephilim (ディオネ・ネフィリム Dione Nefirimu?)
 Seiyū: Hisako Kanemoto
Es una mujer Gigath que vive en la cima del monte Vivre. Su altura es aproximadamente 10 veces mayor que la de los humanos. Tiene aproximadamente el tamaño de un árbol grande, pero su personalidad es cálida, natural, pacífica, amable, gentil, cariñosa y servicial. Por lo general, vive tranquilamente en una cueva para no ser sorprendida por los animales en las montañas, y debido a que no se mueve mucho, en su cabello y su cuerpo crecen musgos. Como característica de su raza, su metabolismo es extremadamente bajo, por lo que llegan a tener una vida larga. Tuvo un resfriado durante unos 10 años, probablemente debido a su bajo metabolismo. Cuando escuchó que Glenn había ido a Harpy Village, se dirigió a la aldea lo más lento posible para recibir tratamiento. Después de deshacerse del resfriado, regreso a su antigua casa y se entera de situaciones de Lindworm mientras visita Harpy Village y escucha a su amiga Ily.

## Media

### Novela ligera
La serie de novelas ligeras Monster Musume no Oisha-san está escrita por Yoshino Origuchi e ilustrada por Z-Ton, quien es uno de los artistas que aparecen en la antología de manga Monster Musume: I ♥ Monster Girls. Shūeisha publicó diez volúmenes de la serie bajo su sello Dash X Bunko del 24 de junio de 2016 al 25 de marzo de 2022. Seven Seas Entertainment obtuvo la licencia de la serie para su distribución en América del Norte y el primer volumen se lanzó el 19 de diciembre de 2017.
| Volúmenes de novelas ligeras publicadas | Volúmenes de novelas ligeras publicadas | Volúmenes de novelas ligeras publicadas |
| Número                                  | Fecha de publicación                    | ISBN                                    |
| --------------------------------------- | --------------------------------------- | --------------------------------------- |
| 1                                       | 24 de junio de 2016                     | ISBN 978-4-08-631120-5                  |
| 2                                       | 22 de diciembre de 2016                 | ISBN 978-4-08-631160-1                  |
| 3                                       | 23 de junio de 2017                     | ISBN 978-4-08-631188-5                  |
| 4                                       | 23 de febrero de 2018                   | ISBN 978-4-08-631231-8                  |
| 5                                       | 21 de diciembre de 2018                 | ISBN 978-4-08-631284-4                  |
| 6                                       | 25 de julio de 2019                     | ISBN 978-4-08-631321-6                  |
| 7                                       | 22 de noviembre de 2019                 | ISBN 978-4-08-631340-7                  |
| 0                                       | 25 de marzo de 2020                     | ISBN 978-4-08-631358-2                  |
| 8                                       | 22 de julio de 2020                     | ISBN 978-4-08-631373-5                  |
| 9                                       | 25 de febrero de 2021                   | ISBN 978-4-08-631403-9                  |
| 10                                      | 25 de marzo de 2022                     | ISBN 978-4-08-631460-2                  |

### Manga
Tetsumaki Tomasu ilustra una adaptación manga y se ha serializado en línea en la revista web Comic Ryū de Tokuma Shoten desde el 26 de febrero de 2018. Se ha recopilado en dos  tankōbon volumen a partir de marzo de 2020.
| Volúmenes de manga publicados | Volúmenes de manga publicados | Volúmenes de manga publicados |
| Número                        | Fecha de publicación          | ISBN                          |
| ----------------------------- | ----------------------------- | ----------------------------- |
| 1                             | 12 de enero de 2019           | ISBN 9784199506666            |
| 2                             | 13 de marzo de 2020           | ISBN 9784199507007            |

### Anime
El 14 de noviembre de 2019, Bandai Namco Arts anunció una adaptación de la serie a anime. La serie es animada y producida por Arvo Animation y dirigida por Yoshiaki Iwasaki, con Hideki Shirane manejando la composición de la serie, Hiromi Kato diseñando los personajes y TO-MAS componiendo la música. La serie se emitió desde el 12 de julio hasta el 27 de septiembre de 2020. Crunchyroll adquirió la licencia para hacer simulcast de la serie. El tema de apertura es Campanella Hibiku Sora de (カンパネラ響く空で?) interpretado por ARCANA PROJECT y el tema de cierre es Yasahisa no Namae (やさしさの名前?) interpretado por Aina Suzuki.
| Episodios | Episodios                                                                                                  | Episodios                | Episodios |
| Número    | Título | Fecha de estreno         |           |
| --------- | --- | ------------------------ | --------- |
| 1         | «La centauro del coliseo» «Tōgijō no Kentaurusu» (闘技場のケンタウロス)                                    | 12 de julio de 2020      |           |
| 2         | «La sirena de los canales» «Suiro-gai no Māmeido» (水路街のマーメイド)                                     | 19 de julio de 2020      |           |
| 3         | «La gólem de carne que odia a los doctores» «Isha Kirai no Furesshu Gōremu» (医者嫌いのフレッシュゴーレム) | 26 de julio de 2020      |           |
| 4         | «La lamia con una enfermedad incurable» «Fuji no Yamai no Ramia» (不治の病のラミア)                        | 2 de agosto de 2020      |           |
| 5         | «La centauro con un esguince» «Nenza no Kentaurosu» (捻挫のケンタウロス)                                   | 9 de agosto de 2020      |           |
| 6         | «La arpía que no vuela» «Tobenai Hāpī» (飛べないハーピー)                                                  | 16 de agosto de 2020     |           |
| 7         | «La aracne hedonista» «Kyōraku no Arakune» (享楽のアラクネ)                                                | 23 de agosto de 2020     |           |
| 8         | «El ataque de la gigas» «Shingeki no Gigasu» (進撃のギガス)                                                | 30 de agosto de 2020     |           |
| 9         | «La dragona exánime» «Taoreta Doragon» (倒れたドラゴン)                                                    | 6 de septiembre de 2020  |           |
| 10        | «La cíclope compungida» «Jigyaku no Saikuropusu» (自虐のサイクロプス)                                      | 13 de septiembre de 2020 |           |
| 11        | «La gran operación de Lindworm» «Rindo Vurumu Dai Shujutsu» (リンド・ヴルム大手術)                         | 20 de septiembre de 2020 |           |
| 12        | «El doctor de la ciudad de los dragones» «Ryū no Machi no Oishasan» (竜の街のお医者さん)                   | 27 de septiembre de 2020 |           |